# Amsinckia
Amsinckia es un género de plantas de flores de la familia Boraginaceae. Son nativas de Norteamérica y Suramérica pero se ha extendido por otras regiones.

## Descripción
Son plantas anuales, la mayoría con el tallo erecto que alcanza 20-120 cm de altura. En la mayoría de las flores su color es el amarillo y a menudo con tintes anaranjados. Casi todas se encuentran en altitudes menores de 500 metros.
Las semillas y el follaje son venenosos para el ganado porque contienen alcaloides y altas concentraciones de nitratos. Los pelillos agudos causan irritación en la piel de los humanos.

## Taxonomía
El género fue descrito  por Johann Georg Christian Lehmann  y publicado en Delectus Seminum quae in Horto Hamburgensium Botanico 3, 7. 1831.
Etimología
Amsinckia: nombre genérico otorgado en honor de Wilhelm Amsinck (1752-1831), hombre de negocios alemán, senador y primer Bürgermeister (alcalde) de Hamburgo, patrono de la botánica y del Jardín Botánico de Hamburgo.

## Especies seleccionadas
- Amsinckia calycina
- Amsinckia carinata
- Amsinckia douglasiana
- Amsinckia eastwoodiae
- Amsinckia grandiflora
- Amsinckia intermedia
- Amsinckia lunaris
- Amsinckia lycopsoides
- Amsinckia menziesii
- Amsinckia spectabilis
- Amsinckia tessellata
- Amsinckia vernicosa